# Taça Intertoto da UEFA
A Taça Intertoto da UEFA foi uma competição de futebol entre clubes europeus.
Participaram da disputa equipas que não alcançavam a classificação para as principais competições da UEFA, a Liga dos Campeões da UEFA e Taça UEFA.
Apesar de criada originalmente em 1961-62, apenas a partir de 1995 seria organizada pela UEFA. A última edição ocorreu em 2008.

## História
A Taça Intertoto foi idealizada pelo austríaco Karl Rappan e pelo suíço Ernst Thommen. Karl Rappan foi jogador de futebol na década de 1920, passando por Admira Wacker, Rapid Viena, Áustria Viena, Servette e Grasshoppers. Depois, foi um técnico de destaque, levando a Suíça aos quartos-de-final do Mundial de 1938 e do Mundial de 1954 (melhores colocações do país na história). Para muitos, a Suíça de Rappan foi a primeira equipa a utilizar um jogador atrás da linha da defesa, papel que os italianos desenvolveram e chamaram de líbero.
Com a grande projeção que Karl Rappan granjeou no futebol suíço e europeu, idealizou a criação de uma competição entre clubes de diversos países europeus, à semelhança da já existente Taça Mitropa.
A sua ideia foi acolhida por Ernst Thommem, ex-funcionário da Associação Suíça de Futebol e, na segunda metade da década de 1950, responsável pela loteria desportiva do país.

### 1961–1994: as primeiras edições
O período do Verão é tradicionalmente uma época com pouca atividade futebolística, pois os principais campeonatos europeus estavam na sua pausa para descanso, com a consequência de menor atividade no setor das apostas desportivas. Disputando-se esta nova competição no Verão, esperava-se dar mais fôlego às lotarias desportivas da Suíça, e como consequência do resto do continente também. Parte das receitas da lotaria desportiva seria destinada a cobrir os custos de organização e premiar as equipas participantes. Estava assim criada a Taça Intertoto, nome que une “internacional” com o sufixo “toto”, comum em lotarias desportivas na Europa (por exemplo, o Totobola, a lotaria portuguesa).
A competição foi submetida para aprovação da UEFA, que se recusou a organizá-la. A UEFA viria mais tarde a autorizar a competição, com a condição de que esta seria organizada pelos seus criadores, Karl Rappan e Ernst Thommen, sendo que este último fora entretanto nomeado vice-presidente da FIFA.
Assim, em 1961, foi disputada a primeira edição, sendo campeões os holandeses do Ajax Amsterdam. No início, a Taça Intertoto era disputada numa primeira fase em vários grupos, com os vencedores a disputarem eliminatórias sucessivas para definir o campeão. Assim foi até 1966.
Entre 1967 e 1994, a gradual sobrelotação do calendário europeu dificultou o estabelecimento de datas para a fase final, fazendo com que o torneio tivesse vários campeões (os vencedores de cada grupo) por ano. Durante este período, os clubes em competição era maioritariamente originários da Europa Central e da Escandinávia. Em 1968, o Sporting CP foi o primeiro participante português, vindo a se sagrar campeão e ser secundado anos mais tarde pela CUF Barreiro, Vitória SC, Vitória FC e o Belenenses.

### 1995–2008: Era UEFA
Na década de 90, a UEFA percebeu que poderia usar a Taça Intertoto como uma prova de qualificação para a Taça UEFA, disponibilizando assim uma nova oportunidade para as equipas que não se tinham qualificado para nenhuma competição europeia. Para se participar na Taça Intertoto, os clubes tinham de fazer uma pré inscrição, sendo que destes, eram apurados os mais bem classificados.
Assim, em 1995 realizou-se a Taça Intertoto sob organização da UEFA, participando 60 equipas distribuídas por 12 grupos, apurando-se 16 equipas para a fase a eliminar, terminando em 2 duas finais distintas, havendo portanto 2 campeões, que se apuraram para a Taça UEFA. Um dos campeões, o Bordéus viria a disputar a final Taça UEFA de 1995-96, eliminando o AC Milan de Roberto Baggio sendo derrotados na final pelo Bayern de Munique de Oliver Kahn. Jogadores como Zinédine Zidane, Bixente Lizarazu e Christophe Dugarry brilhavam no Bordéus e viriam a protagonizar grandes transferências para Itália e Espanha. Estava relançada a Taça Intertoto.
Na época seguinte, a UEFA decidiu acrescentar uma 3ª final e consequente vaga na Taça UEFA. Era o reinado das equipas francesas. Após as vitórias de Bordéus e Estrasburgo em 1995 e Guingamp em 1996, em 1997 as quatro equipas francesas apuraram-se para as finais com Auxerre, Bastia e Olympique de Lyon a vencerem a competição e a assegurar o apuramento. Clubes como Bolonha, Juventus, VfB Stuttgart, Paris Saint-Germain ou Villarreal sagrar-se-iam campeões com Bolonha e Villarreal a atingirem as meias finais da Taça UEFA.
Este formato viria a manter-se até 2006, época em que a UEFA decidiu alterar novamente o formato, consistindo em 3 eliminatórias, apurando-se os 11 vencedores da 3ª eliminatória. O clube que atingisse o patamar mais elevado na Taça UEFA seguinte seria designado o vencedor dessa edição da Intertoto.
O SC Braga viria a sagrar-se o último vencedor da Taça Intertoto, na época 2008-09, ao atingir os Oitavos de Final (melhor classificação do clube na época), após a decisão da UEFA de extinguir a competição, no âmbito da reformulação das competições europeias. Esta reformulação, entre outras alterações, incluía a realização de pré-eliminatórias da Liga dos Campeões da UEFA e da Taça UEFA no período compreendido entre os meses de Junho e Agosto, ocupando o espaço da Taça Intertoto. Após sua dissolução, muitos consideram a Liga de Conferência a sua sucessora.

## Campeões e classificados para a Taça da UEFA

### 2006–2008
Obs: No período de 2006 a 2008 - quando passaram a classificar-se 11 equipas para a 2ª pré-eliminatória da Taça da UEFA, através da Intertoto - o título de campeão da Intertoto passou a ser concedido apenas aos clubes com melhor campanha na Taça da UEFA. Estes clubes constam na lista destacados à esquerda.
| Época | Campeão          | Restantes apurados para a Taça UEFA | Restantes apurados para a Taça UEFA | Restantes apurados para a Taça UEFA | Restantes apurados para a Taça UEFA | Restantes apurados para a Taça UEFA |
| ----- | ---------------- | ----------------------------------- | ----------------------------------- | ----------------------------------- | ----------------------------------- | ----------------------------------- |
| 2008  | Braga            | Aston Villa                         | Deportivo La Coruña                 | Stuttgart                           | Rosenborg                           | Napoli                              |
| 2008  | Braga            | Rennes                              | Vaslui                              | Elfsborg                            | Grasshopper                         | Sturm Graz                          |
| 2007  | Hamburg          | Atlético Madrid                     | AaB Fodbold                         | Sampdoria                           | Blackburn Rovers                    | Lens                                |
| 2007  | Hamburg          | U. Leiria                           | Rapid Wien                          | Hammarby                            | Oţelul Galaţi                       | Tobol                               |
| 2006  | Newcastle United | Auxerre                             | Grasshopper                         | OB                                  | Olympique de Marselha               | Hertha Berlin                       |
| 2006  | Newcastle United | Kayserispor                         | Ethnikos Achna                      | Twente                              | Ried                                | Maribor                             |

### 1995–2005
Resultado agregado das 2 mãos. Listadas todas as finais (2 ou 3 consoante a época) cujos vencedores se apuraram para a Taça UEFA.
| Ano  | Campeões              | Vice-Campeões         | Resultado agreg.   |
| ---- | --------------------- | --------------------- | ------------------ |
| 2005 | Hamburg               | Valência              | 1 – 0              |
| 2005 | Lens                  | CFR Cluj              | 4 – 2              |
| 2005 | Olympique de Marselha | Deportivo La Coruña   | 5 – 3              |
| 2004 | Lille                 | U. Leiria             | 2 – 0 a.p.         |
| 2004 | Schalke 04            | Slovan Liberec        | 3 – 1              |
| 2004 | Villarreal            | Atlético Madrid       | 2 – 2 (3 – 1 g.p.) |
| 2003 | Schalke 04            | Pasching              | 2 – 0              |
| 2003 | Villarreal            | Heerenveen            | 2 – 1              |
| 2003 | Perugia               | Wolfsburg             | 3 – 0              |
| 2002 | Málaga                | Villarreal            | 2 – 1              |
| 2002 | Fulham                | Bolonha               | 5 – 3              |
| 2002 | Stuttgart             | Lille                 | 2 – 1              |
| 2001 | Aston Villa           | Basileia              | 5 – 2              |
| 2001 | Paris Saint-Germain   | Brescia               | 1 – 1 (golos fora) |
| 2001 | Troyes                | Newcastle United      | 4 – 4 (golos fora) |
| 2000 | Udinese               | Sigma Olomouc         | 6 – 4              |
| 2000 | Celta de Vigo         | Zenit St. Petersburgo | 4 – 3              |
| 2000 | Stuttgart             | Auxerre               | 3 – 1              |
| 1999 | Montpellier           | Hamburg               | 2 – 2 (3 – 0 g.p.) |
| 1999 | Juventus              | Rennes                | 4 – 2              |
| 1999 | West Ham United       | Metz                  | 3 – 2              |
| 1998 | Valência              | Salzburg              | 4 – 1              |
| 1998 | Werder Bremen         | Vojvodina             | 2 – 1              |
| 1998 | Bolonha               | Ruch Chorzów          | 3 – 0              |
| 1997 | Bastia                | Halmstad              | 2 – 1              |
| 1997 | Lyon                  | Montpellier           | 4 – 2              |
| 1997 | Auxerre               | Duisburg              | 2 – 0              |
| 1996 | Karlsruher SC         | Standard Liège        | 3 – 2              |
| 1996 | Guingamp              | Rotor Volgogrado      | 2 – 2 (golos fora) |
| 1996 | Silkeborg             | Segesta               | 2 – 2 (golos fora) |
| 1995 | Strasbourg            | Tirol Innsbruck       | 7 – 2              |
| 1995 | Bordeaux              | Karlsruhe             | 4 – 2              |

### 1967–94
Neste período apenas foram disputadas as fases de grupos, sem haver um campeão geral. Entretanto, os nomes em negritos representam os times que tiveram a melhor campanha durante a competição.

#### Agrupamento não-regional (1969 e 1971–94)
| Época | Grupo 1            | Grupo 2           | Grupo 3                  | Grupo 4                | Grupo 5               | Grupo 6                | Grupo 7                  | Grupo 8             | Grupo 9         | Grupo 10                    | Grupo 11        | Grupo 12        |
| ----- | ------------------ | ----------------- | ------------------------ | ---------------------- | --------------------- | ---------------------- | ------------------------ | ------------------- | --------------- | --------------------------- | --------------- | --------------- |
| 1994  | Halmstads          | Young Boys        | AIK                      | Hamburg                | Békéscsaba            | Slovan Bratislava      | Grasshopper              | Austria Wien        | –               | –                           | –               | –               |
| 1993  | Rapid Wien         | Trelleborgs       | Norrköping               | Malmö                  | Slavia Praga          | Zürich                 | Young Boys               | Dynamo Dresden      | –               | –                           | –               | –               |
| 1992  | FC Copenhaga       | Siófok            | Bayer Uerdingen          | Karlsruher SC          | Rapid Wien            | Lyngby                 | Slovan Bratislava        | Aalborg             | Slavia Praga    | Lokomotiv Gorna Oryahovitsa | –               | –               |
| 1991  | Neuchâtel Xamax    | Lausanne-Sports   | Austria Salzburg         | Dukla Banská Bystrica  | Boldklubben 1903      | Grasshopper            | Bayer Uerdingen          | Dunajská Streda     | Tirol Innsbruck | Örebro                      | –               | –               |
| 1990  | Neuchâtel Xamax    | Tirol Innsbruck   | Lech Poznań              | Slovan Bratislava      | Malmö                 | GAIS                   | Luzern                   | First Vienna        | Chemnitz        | Bayer Uerdingen             | Odense          | –               |
| 1989  | Luzern             | Boldklubben 1903  | Tirol Innsbruck          | Grasshopper            | Tatabánya             | Næstved                | Örebro                   | Sparta Praga        | Baník Ostrava   | Örgryte                     | Kaiserslautern  | –               |
| 1988  | Malmö              | Gothenburg        | Baník Ostrava            | Austria Wien           | Young Boys            | Kaiserslautern         | Ikast FS                 | Carl Zeiss Jena     | Grasshopper     | Karlsruher SC               | Bayer Uerdingen | –               |
| 1987  | Carl Zeiss Jena    | Pogoń Szczecin    | Wismut Aue               | Tatabánya              | Malmö                 | AIK                    | Etar Veliko Tarnovo      | Brøndby             | –               | –                           | –               | –               |
| 1986  | Fortuna Düsseldorf | Union Berlin      | Malmö                    | Rot-Weiss Erfurt       | Sigma Olomouc         | Újpesti Dózsa          | Brøndby                  | Lyngby              | Lech Poznań     | Gothenburg                  | Slavia Praga    | Carl Zeiss Jena |
| 1985  | Werder Bremen      | Rot-Weiss Erfurt  | Gothenburg               | AIK                    | Wismut Aue            | Sparta Praga           | Górnik Zabrze            | Maccabi Haifa       | Baník Ostrava   | Újpesti Dózsa               | MTK Hungária    | –               |
| 1984  | Bohemians Praga    | AGF               | Fortuna Düsseldorf       | Standard Liège         | AIK                   | Malmö                  | Videoton                 | Maccabi Netanya     | Zürich          | GKS Katowice                | –               | –               |
| 1983  | Twente             | Young Boys        | Pogoń Szczecin           | Maccabi Netanya        | Sloboda Tuzla         | Bohemians Praga        | Gothenburg               | Hammarby            | Fehérvár        | Vítkovice                   | –               | –               |
| 1982  | Standard Liège     | Widzew Łódź       | AGF                      | Lyngby                 | Admira Wacker Mödling | Bohemians Praga        | Brage                    | Öster               | Gothenburg      | –                           | –               | –               |
| 1981  | Wiener Sportclub   | Standard Liège    | Werder Bremen            | Budućnost              | AGF                   | RWD Molenbeek          | Gothenburg               | Stuttgarter Kickers | Cheb            | –                           | –               | –               |
| 1980  | Standard Liège     | Bohemians Praga   | Maccabi Netanya          | Sparta Praga           | Nitra                 | Halmstad               | Malmö FF                 | Gothenburg          | Elfsborg        | –                           | –               | –               |
| 1979  | Werder Bremen      | Grasshopper       | Eintracht Braunschweig   | Bohemians Praga        | Spartak Trnava        | Zbrojovka Brno         | Pirin Blagoevgrad        | Baník Ostrava       | –               | –                           | –               | –               |
| 1978  | Duisburg           | Slavia Praga      | Hertha Berlin            | Eintracht Braunschweig | Malmö FF              | Lokomotiva Košice      | Tatran Prešov            | Maccabi Netanya     | Grazer AK       | –                           | –               | –               |
| 1977  | Halmstad           | Duisburg          | Internacionál Bratislava | Slavia Sofia           | Slavia Praga          | Frem                   | Jednota Trenčín          | Slovan Bratislava   | Öster           | Pogoń Szczecin              | –               | –               |
| 1976  | Young Boys         | Hertha Berlin     | Union Teplice            | Baník Ostrava          | Zbrojovka Brno        | Spartak Trnava         | Internacionál Bratislava | Öster               | Djurgården      | Vojvodina                   | Widzew Łódź     | –               |
| 1975  | Tirol Innsbruck    | VÖEST Linz        | Eintracht Braunschweig   | Zagłębie Sosnowiec     | Zbrojovka Brno        | Rybnik                 | Åtvidaberg               | Kaiserslautern      | Belenenses      | Čelik Zenica                | –               | –               |
| 1974  | Zürich             | Hamburg           | Malmö FF                 | Standard Liège         | Slovan Bratislava     | Spartak Trnava         | Duisburg                 | Baník Ostrava       | Košice          | CUF Barreiro                | –               | –               |
| 1973  | Hannover           | Slovan Bratislava | Hertha Berlin            | Zürich                 | Rybnik                | Union Teplice          | Feyenoord                | Wisła Kraków        | Nitra           | Öster                       | –               | –               |
| 1972  | Nitra              | Norrköping        | Saint-Étienne            | Slavia Praga           | Slovan Bratislava     | Eintracht Braunschweig | Hannover                 | VÖEST Linz          | –               | –                           | –               | –               |
| 1971  | Hertha Berlin      | Stal Mielec       | Servette                 | Třinec                 | Åtvidaberg            | Eintracht Braunschweig | Austria Salzburg         | –                   | –               | –                           | –               | –               |
| 1969  | Malmö FF           | Szombierki Bytom  | SpVgg Fürth              | Žilina                 | Norrköping            | Jednota Trenčín        | Frem                     | Wisła Kraków        | Odra Opole      | –                           | –               | –               |

#### Agrupamento Regional (1967–68 e 1970)
| Época | Grupo A1          | Grupo A2  | Grupo A3      | Grupo A4  | Grupo A5 | Grupo A6     | Grupo B1               | Grupo B2           | Grupo B3          | Grupo B4   | Grupo B5          | Grupo B6         | Grupo B7               | Grupo B8           |
| ----- | ----------------- | --------- | ------------- | --------- | -------- | ------------ | ---------------------- | ------------------ | ----------------- | ---------- | ----------------- | ---------------- | ---------------------- | ------------------ |
| 1970  | Slovan Bratislava | Hamburg   | Union Teplice | MVV       | Košice   | –            | Eintracht Braunschweig | Slavia Prague      | Marseille         | Öster      | Wisła Kraków      | Austria Salzburg | Baník Ostrava          | Polonia Bytom      |
| 1968  | Nuremberg         | Ajax      | Sporting      | Feyenoord | Español  | ADO Den Haag | Karl-Marx-Stadt        | Empor Rostock      | Slovan Bratislava | Košice     | Lokomotíva Košice | Odra Opole       | Eintracht Braunschweig | Legia Warsaw       |
| 1967  | Lugano            | Feyenoord | Lille         | Lierse    | –        | –            | Hannover               | Zagłębie Sosnowiec | Polonia Bytom     | Gothenburg | Ruch Chorzów      | Košice           | KB                     | Fortuna Düsseldorf |

### 1961–67
Resultado agregado das 2 mãos, excepto nos casos devidamente assinalados.
| Época                           | Campeões            | Vice-Campeões    | Resultados |
| ------------------------------- | ------------------- | ---------------- | ---------- |
| 1966–67                         | Eintracht Frankfurt | Inter Bratislava | 4 – 3      |
| 1965–66                         | Lokomotive Leipzig  | IFK Norrköping   | 4 – 1      |
| 1964–65                         | Polonia Bytom       | SC Leipzig       | 5 – 4      |
| 1963–64                         | Inter Bratislava    | Polonia Bytom    | 1 – 0*     |
| 1962–63                         | Inter Bratislava    | Padova           | 1 – 0*     |
| 1961–62                         | Ajax                | Feyenoord        | 4 – 2*     |
| * - Final disputada a 1 só mão. |                     |                  |            |

## Vencedores por País
Após 2006, a eliminatória final deixou de ser designada de "Final", mas sim "Terceira Eliminatória". Adicionalmente passaram a existir 11 apurados para a Taça UEFA em vez dos 3 anteriormente. Passou a ser designado como campeão o clube com melhor desempenho na Taça UEFA, tendo direito a receber o troféu.
| País               | Vencedores | Vice-Campeões | Clubes Vencedores | Clubes Vice-Campeões |
| ------------------ | ---------- | ------------- | --- | --- |
| Checoslováquia     | 62         | 34            | Slovan Bratislava (8); Banik Ostrava (7); Bohemnians Praga, Slavia Praga (6); Inter Bratislava, Košice (4); Nitra, Sparta Praga, Spartak Trnava, Union Teplice, Zbrojovka Brno (3); Jednota Trencin, Lokomotiva Kosice (2); DAC Dunajská Streda, Dukla Banská Bystrica, Cheb, Sigma Olomouc, Tatran Prešov, Třinec, Vítkovice, Zilina (1) | Slavia Prague (5), Bohemnians Prague (3), Cheb (3), Inter Bratislava (3), Nitra (2), Sigma Olomouc (2), Sparta Prague (2), Spartak Trnava (2), Zbrojovka Brno (2), Zilina (2), DAC Dunajská Streda, Dukla Prague, Jednota Trencin, Košice, Slovan Bratislava, Tatran Prešov, Union Teplice, Vítkovice |
| Alemanha Ocidental | 50         | 46            | Eintracht Braunschweig (7), Hamburg (5), Hertha Berlin (5), Bayer Uerdingen (4), Werder Bremen (4), Duisburg (3), Fortuna Düsseldorf (3), Hannover 96 (3), Kaiserslautern (3), Karlsruhe (3), Stuttgart (3), Schalke 04 (2), Dynamo Dresden, Eintracht Frankfurt, Nuremberg, SpVgg Fürth, Stuttgarter Kickers                             | Duisburg (5), Kaiserslautern (5), Werder Bremen (5), Arminia Bielefeld (3), Bayer Leverkusen (3), Hertha Berlin (3), Bochum (2), Fortuna Düsseldorf (2), Hannover 96 (2), Karlsruhe (2), Saarbrücken (2), 1860 Münich, Bayer Uerdingen, Borussia Dortmund, Eintracht Braunschweig, Eintracht Frankfurt, Hallescher, Hamburg, Kickers Offenbach, Lokomotive Leipzig, Schalke 04, Stuttgarter Kickers, Wolfsburg |
| Suécia             | 46         | 28            | Malmö FF (10), IFK Göteborg (8), Öster (5), AIK (4), Halmstad (3) IFK Norrköping (3), Atvidaberg (2), Elfsborg (2), Hammarby (2), Örebro (2), Brage, Djurgarden, GAIS, Örgryte, Trelleborg | Malmö FF (8), Atvidaberg (2), IFK Göteborg (2), IFK Norrköping (2), Kalmar (2), Örgryte (2), Öster (2), Djurgarden, Häcken, Halmstad, Hammarby, Helsingborg, Landskrona, Örebro, Trelleborg |
| Polónia            | 25         | 27            | Pogoń Szczecin (3), Polonia Bytom (3), Wisla Kraków (3), Lech Poznań (2), Odra Opole (2), ROW Rybnik (2), Widzew Łódź (2), Zaglebie Sosnowiec (2), Górnik Zabrze, Katowice, Legia Warsaw, Ruch Chorzów, Szombierki Bytom | Zaglebie Sosnowiec (4), Górnik Zabrze (2), Gwardia Warsaw (2), Katowice (2), Legia Warsaw (2), Polonia Bytom (2), Ruch Chorzów (2), Szombierki Bytom (2), Wisla Kraków (2), Lech Poznań, LKS Łódź, Odra Opole, Pogoń Szczecin, ROW Rybnik, Widzew Łódź, Zawisza Bydgoszcz |
| Suíça              | 22         | 15            | Grasshopper (6), Young Boys (5), Zürich (4), Luzern (2), Neuchâtel Xamax (2), Lausanne Sports, Lugano, Servette | Grasshopper (4), Lausanne Sports (2), Zürich (2), Aarau, Basel, Grenchen, Lugano, Sion, St. Gallen, Young Boys |
| Dinamarca          | 21         | 30            | AGF (3), Lyngby (3), Aalborg (2), B 1903 (2), Brøndby (2), Frem (2), Odense (2), Copenhagen, Ikast, KB, Næstved, Silkeborg | Odense (7), AGF (4), KB (4), Vejle (4), Brøndby (2), Esbjerg (2), Lyngby (2), Næstved (2), Frem, Hvidovre, Silkeborg |
| Áustria            | 20         | 32            | Wacker/Tirol Innsbruck (4), Rapid Vienna (3), Salzburg (3), Ried, Sturm Graz, Austria Vienna (2), VÖEST Linz (2), Admira, First Vienna, Grazer AK, Ried, Sturm Graz, Wiener Sportclub | Sturm Graz (5), Wacker/Tirol Innsbruck (5), LASK Linz (4), Admira (3), Austria Vienna (3), First Vienna (3), Salzburg (3), VÖEST Linz (2), Austria Klagenfurt, Pasching, Rapid Vienna, Wiener Sportclub |
| França             | 19         | 9             | Marseille (3), Auxerre (2), Lens (2), Lille (2), Bastia, Bordeaux, Guingamp, Lyon, Montpellier, Paris Saint-Germain, Rennes, Saint-Étienne, Strasbourg, Troyes | Auxerre, Bordeaux, Caen, Lille, Metz, Montpellier, RCF Paris, Rennes, Saint-Étienne |
| Alemanha Oriental  | 12         | 9             | Carl Zeiss Jena (3), Chemnitz/Karl-Marx-Stadt (2), Rot-Weiss Erfurt (2), Wismut Aue (2), Empor Rostock, Lokomotive Leipzig, Union Berlin | Lokomotive Leipzig (3), Carl Zeiss Jena (2), Chemnitz/Karl-Marx-Stadt (2), Dynamo Dresden, Magdeburg |
| Hungria            | 9          | 12            | Tatabánya (2), Újpest (2), Videoton (2), Békéscsaba, MTK, Siófok | Vác (3), Honvéd (2), Videoton (2), Győr, MTK, Pécsi, Siófok, Zalaegerszegi |
| Holanda            | 9          | 11            | Feyenoord (3), Ajax (2), Twente (2), ADO Den Haag, MVV | ADO Den Haag (3), Armsterdam, Feyenoord, Groningen, Heerenveen, NAC Breda, PSV, Twente, Utrecht |
| Espanha            | 8          | 5             | Villarreal (2), Atlético Madrid, Celta de Vigo, Deportivo La Coruña, Español, Málaga, Valencia | Villarreal (2), Atlético Madrid, Deportivo La Coruña, Valencia |
| Bélgica            | 7          | 15            | Standard Liège (5), Lierse, Molenbeek | Standard Liège (8), Gent (2), Anderlecht, Beveren, Liège, Molenbeek, Royal Antwerp |
| Itália             | 6          | 4             | Bologna, Juventus, Napoli, Perugia, Sampdoria, Udinese | Bologna, Brescia, Padova, Torino |
| Inglaterra         | 6          | 1             | Aston Villa (2), Blackburn Rovers, Fulham, Newcastle United, West Ham United | Newcastle United |
| Israel             | 5          | 6             | Maccabi Netanya (4), Maccabi Haifa (1) | Maccabi Haifa (2), Bnei Sakhnin, Hapoel Be’er Sheva, Hapoel Tel Aviv, Maccabi Petah Tikva |
| Bulgária           | 4          | 13            | Etar Veliko Tarnovo, Lokomotiv Gorna Oryahovitsa, Pirin Blagoevgrad, Slavia Sofia | Pirin Blagoevgrad (3), Slavia Sofia (3), Chernomorets Burgas (2), Lokomotiv Sofia (2), Cherno More Varna, Marek Dupnitsa, Spartak Varna |
| Portugal           | 4          | 7             | Belenenses, Braga, CUF, Sporting | Vitória Guimarães (2), Belenenses, CUF, Leiria (2), Vitória Setúbal |
| Jugoslávia         | 4          | 6             | Budućnost, Čelik Zenica, Sloboda Tuzla, Vojvodina | Vojvodina (3), Olimpija Ljubljana, Rad, Sloboda Tuzla |
| Finlândia          | 3          | 0             | HJK Helsinque | |
| Roménia            | 2          | 5             | Oţelul Galaţi, Vaslui | Rapid Bucureşti (2), Cluj, Farul Constanţa, Gloria Bistriţa |
| Noruega            | 1          | 7             | Rosenborg | Bryne (2), Lillestrøm (2), Vålerenga (2), Viking |
| República Checa    | 1          | 4             | Slavia Praga | Sigma Olomouc (2), Slavia Praga, Slovan Liberec |
| Turquia            | 1          | 2             | Kayserispor | Sivasspor, Trabzonspor |
| Eslováquia         | 1          | 1             | Slovan Bratislava | Slovan Bratislava |
| Chipre             | 1          |               | Ethnikos Achna | |
| Cazaquistão        | 1          |               | Tobol Kostanay | |
| Eslovênia          | 1          |               | Maribor | |
| Rússia             |            | 5             | | FC Moscovo, Rotor Volgograd, Rubin Kazan, Saturn, Zenit St. Petersburgo |
| Grécia             |            | 3             | | Larissa, OFI Creta, Panionios |
| Ucrânia            |            | 3             | | Chornomorets Odessa, Dnipro Dnipropetrovsk, Tavriya Simferopol |
| Moldávia           |            | 2             | | Dacia Chişinău, Tiraspol |
| Azerbaijão         |            | 1             | | Neftchi Baku |
| Croácia            |            | 1             | | Segesta |
| RF Jugoslávia      |            | 1             | | Vojvodina |
| Letónia            |            | 1             | | Riga |
| Lituânia           |            | 1             | | Vėtra |
| Escócia            |            | 1             | | Hibernian |
| Sérvia             |            | 1             | | Hajduk Kula |

## Participação clubes portugueses
| Clube                | UEFA | UEFA | Pré-UEFA | Pré-UEFA |
| Clube                | P.   | V.   | P.       | V.G.     |
| -------------------- | ---- | ---- | -------- | -------- |
| SC Braga             | 1    | 1    | 0        | 0        |
| UD Leiria            | 5    | 0    | 0        | 0        |
| Os Belenenses        | 1    | 0    | 2        | 1        |
| CD Santa Clara       | 1    | 0    | 0        | 0        |
| Estrela da Amadora   | 1    | 0    | 0        | 0        |
| CUF Barreiro         | 0    | 0    | 2        | 1        |
| Sporting CP          | 0    | 0    | 1        | 1        |
| Vitória de Guimarães | 0    | 0    | 2        | 0        |
| Vitória de Setúbal   | 0    | 0    | 1        | 0        |

| Lista Edições        | Lista Edições            | Lista Edições          | Lista Edições    |          |                |   |   |
| Clube                | Vencedor                 | Finalista              | Outros           |          |                |   |   |
| -------------------- | ------------------------ | ---------------------- | ---------------- | -------- | -------------- | - | - |
| Clube                | Vencedor                 | Finalista              | Outros           | SC Braga | Campeão (2008) | - | - |
| UD Leiria            | -                        | Finalista (2004, 2007) | 1995, 2002, 2005 |          |                |   |   |
| Os Belenenses        | Vencedor do Grupo (1975) | 2º Grupo (1976)        | 2002             |          |                |   |   |
| CD Santa Clara       | -                        | -                      | 2002             |          |                |   |   |
| Estrela da Amadora   | -                        | -                      | 1998             |          |                |   |   |
| CUF Barreiro         | Vencedor do Grupo (1974) | 2º Grupo (1973)        | -                |          |                |   |   |
| Sporting CP          | Vencedor do Grupo (1968) | -                      | -                |          |                |   |   |
| Vitória de Guimarães | -                        | 2º Grupo (1974, 1976)  | -                |          |                |   |   |
| Vitória de Setúbal   | -                        | 2º Grupo (1975)        | -                |          |                |   |   |